# Rot-Weiß Steterburg
Rot-Weiß Steterburg war ein Sportverein aus Salzgitter. Die erste Fußballmannschaft spielte sechs Jahre in der höchsten niedersächsischen Amateurliga. 

## Geschichte
Der Verein wurde im Jahre 1941 gegründet. Noch bevor der Verein sein erstes Meisterschaftsspiel austragen konnte, wurde der Spielbetrieb wegen des Zweiten Weltkrieges eingestellt. Im Jahre 1949 wurde der Verein in die seinerzeit drittklassige Amateurliga 4 aufgenommen. Mitte der 1950er Jahre setzte der sportliche Höhenflug ein. 1955 wurde Rot-Weiß Vizemeister hinter Union Salzgitter. Ein Jahr später wurden die Steterburger Meister, scheiterten aber in der Aufstiegsrunde. Im Jahre 1957 feierte die Mannschaft die erneute Meisterschaft und schaffte nach einem abschließenden 5:3-Sieg über die Amateure des VfL Wolfsburg den Aufstieg in die Amateuroberliga Niedersachsen.
Vier Jahre konnte sich der Verein im niedersächsischen Oberhaus halten, wobei der zwölfte Rang im Aufstiegsjahr die beste Platzierung war. Nach dem Abstieg im Jahre 1961 verpasste Rot-Weiß 1964 die neu geschaffene Verbandsliga Ost, die dann im Jahre 1967 erreicht wurde. Ein Jahr später gewann die A-Jugend nach einem 4:0-Sieg über Bremerhaven 93 die norddeutsche Meisterschaft. Im Jahre 1971 wurden die Steterburger Vizemeister hinter dem FC Schöningen 08. Nach der Auflösung der Verbandsliga wurde 1979 die Landesliga Ost erreicht, wo es zumeist nur Platzierungen im Mittelfeld gab.
Im Jahre 1992 gelang der Aufstieg in die Verbandsliga Niedersachsen. Dort musste man ein Jahr später lange um den Klassenerhalt zittern. Erst nachdem Eintracht Braunschweig seine Amateurmannschaft aus der Verbandsliga zurückgezogen hatte, war der Ligaverbleib für Rot-Weiß sicher. Jedoch verließen sämtliche Leistungsträger den Verein und die Steterburger wurden in der Saison 1993/94 abgeschlagen Tabellenletzter mit 178 Gegentoren. Beim Lüneburger SK unterlag man gar mit 2:13. 
Durch eine Ligenreform blieb der Verein jedoch im niedersächsischen Oberhaus, wo 1995 der Abstieg folgte. Rot-Weiß wies gegenüber dem punktgleichen TuSpo Petershütte die schlechtere Tordifferenz auf. Drei Jahre später stieg die Mannschaft auch aus der Landesliga Braunschweig ab und spielte bis dem Rückzug im Jahre 2011 in der Kreisliga Salzgitter. Später meldete der Verein Insolvenz an und wurde aufgelöst.